# Titești
Titești es una comuna ubicada en el distrito Vâlcea, Rumania.

## Superficie
Posee una superficie de 25,59 kilómetros cuadrados.

## Demografía
Hasta 2021 la población era de 646 habitantes, con una densidad de población de 25,24 habitantes por kilómetro cuadrado.